# We Interrupt This Program
«We Interrupt This Program» (с англ. — «Мы прерываем эту программу») — четвёртый эпизод американского мини-сериала «Ванда/Вижн», основанного на персонажах Ванда Максимофф / Алая Ведьма и Вижн из Marvel Comics. В этом эпизоде несколько правительственных агентов расследуют, почему и как Ванда и Вижн живут идиллической ситкомной жизнью в городе Уэствью. Действие эпизода происходит в медиафраншизе «Кинематографическая вселенная Marvel» (КВМ), и он напрямую связан с фильмами франшизы. Сценарий к эпизоду написали Бобак Эсфарджани и Меган Макдоннелл, а режиссёром стал Мэтт Шекман.
Элизабет Олсен и Пол Беттани вновь исполняют соответствующие роли Ванды Максимофф и Вижна из серии фильмов, и главные роли также исполняют Тейона Паррис, Рэндалл Парк, Кэт Деннингс и Кэтрин Хан. Шекман присоединился к сериалу в августе 2019 года. Съёмки проходили в мегаполисе Атланты, а также на студии «Pinewood Atlanta Studios» и в Лос-Анджелесе.
Эпизод «Мы прерываем эту программу» был выпущен на «Disney+» 29 января 2021 года.
Критики похвалили эпизод за ответы на некоторые загадки сериала, а также оценили начальную сцену эпизода и актёрскую игру Паррис, Парка и Деннингс.

## Сюжет
Капитан Моника Рамбо, агент организации «М.Е.Ч.», материализуется в больничном отделении после «Щелчка» Брюса Бэннера и обнаруживает, что её мать Мария умерла от рака три года назад. Три недели спустя Моника возвращается к работе, и исполняющий обязанности директора Тайлер Хейворд говорит ей, что она будет направлена только на наземные миссии, как об этом говорила её мать перед смертью. Монику отправляют помогать агенту ФБР Джимми Ву с делом о пропавших без вести в городе Уэствью, Нью-Джерси. Они говорят с двумя полицейскими из Уэствью, которые утверждают, что Уэствью не существует, несмотря на присутствие города позади них и их принадлежности к городу. Ву говорит Монике, что не может войти в город из-за неизвестной силы. Они обнаруживают шестиугольное статическое поле реликтового излучения, окружающее город, в которое втягивается Моника. В течение 24 часов «М.Е.Ч.» создаёт базу вокруг города и отправляет дронов-беспилотников для расследования.
Доктора Дарси Льюис, теперь эксперта по астрофизике, просят изучить явления. Она обнаруживает сигналы вещания ситкома «ВандаВижен», используя старинный телевизор. «М.Е.Ч.» начинает использовать их, чтобы наблюдать за событиями в городе, узнавая, что настоящие жители города на самом деле «получили роли» персонажей сериала, Моника получила роль Джеральдины, а Вижн оказывается жив в ситкоме, несмотря на свою смерть пятью годами ранее. Дарси и Ву безуспешно пытаются использовать радио, чтобы связаться с Вандой. Тем временем, когда агент Франклин ползёт через канализационную систему в Уэствью, его защитный костюм трансформируется в одежду пчеловода, а его привязь отсоединяется и превращается в скакалку. Когда Моника упоминает Альтрона и Пьетро Максимоффа, Ванда изгоняет её из города. Во время этого Дарси и Ву обнаруживают, что трансляция подвергается цензуре. На миг иллюзия Ванды начинает глючить и она видит, как её муж Вижн появляется в виде трупа. В ужасе она восстанавливает все иллюзии. Тем временем Моника, очнувшись на базе организации «М.Е.Ч.», говорит, что именно Ванда контролирует иллюзию.
Реклама в данной серии отсутствует.

## Производство

### Разработка
К октябрю 2018 года «Marvel Studios» разрабатывала мини-сериал с участием Ванды Максимофф (Элизабет Олсен) и Вижна (Пол Беттани) из фильмов кинематографической вселенной Marvel (КВМ). В августе 2019 года Мэтт Шекман был нанят в качестве режиссёра мини-сериала. Шекман, наряду с главным сценаристом Жак Шеффер, Кевином Файги, Луисом Д’Эспозито и Викторией Алонсо стали исполнительными продюсерами:50. Файги описал сериал как наполовину «классический ситком, наполовину марвеловский блокбастер», отдающий дань уважения многим эпохам американских ситкомов. К четвёртому эпизоду, названному «Мы прерываем эту программу», сценарий написала Меган Макдоннелл, и этот эпизод сменяет фокус сериала на запределье ситкомной реальности предыдущих эпизодов.

### Сценарий
После выхода трёх эпизодов сериала, Шеффер сказала, что в ближайшее время им нужно будет дать ответы на вопросы, чтобы прояснить события этих эпизодов, а Олсен сказала, что четвёртый эпизод будет «настоящим сдвигом. Это действительно забавная смена точек зрения, и я думаю, что в этот момент многое становится понятным». Шеффер объяснила, что она считает центральную идею о том, что Ванда ответственна за ситкомную реальность сериала, простой задумкой, и чувствовала, что фанатам было бы приятно представить её как тайну, прежде чем объяснять историю с точки зрения Моники Рамбо и «М.Е.Ч.а» в четвёртом эпизоде. Она признала, что это превратило эпизод в «огромную информационную свалку» для зрителей, но надеялась, что все ответы помогут зрителям увидеть оставшуюся часть сериала как «эмоциональное и психологическое путешествие, а не подлую тайну при всём просмотре».
Эпизод начинается с того, что Моника возвращается к жизни после Скачка, вызванного событиями фильма «Мстители: Финал» (2019). Шеффер сказала, что эта сцена должна была кратким способом задать тон для остальной части эпизода, установить, где находится сериал в рамках большей временной линии КВМ, и углубиться в персонажа Моники, поставив её на «трудную дорогу». В рамках последнего пункта сценаристы решили раскрыть, что мать Моники Мария умерла в то время, когда Моника исчезла, что, по словам Шеффер, было трудным решением из-за её сильного чувства к Марии с момента её появления в «Капитане Марвел» (2019), а также из-за отношений между Моникой и Марией. После многих разговоров о том, как изобразить людей, возвращавшихся после Скачка, сценаристы и продюсеры решили показать сцену в больнице, посчитав её интересным местом, чтобы изобразить ужасность и путаницу события с точки зрения Моники. Это отличается от изображения Скачка в фильме «Человек-паук: Вдали от дома» (2019), где был более комедийный тон, и Шеффер объяснила, что «Marvel Studios» была счастлива за то, что тон сериала будет другим, но лишь до тех пор, пока визуальные эффекты сцены совпадают с теми, которые были показаны во «Вдали от дома».
Для организации «М.Е.Ч.» и его базы за пределами Уэствью на Шеффер оказал влияние фильм «Прибытие» (2016). Она также вдохновлялась сериалами со структурными сдвигами для того, чтобы отодвинуть этот эпизод от ситкомных оммажей, чтобы дать ответы и другую точку зрения; среди этих примеров влиятельных сериалов и эпизодов есть «Матрёшка» и её четвёртый эпизод «Рутина Алана», шестой эпизод сериала «Побег из тюрьмы Даннемора», эпизод «Паника в Центральном парке» из сериала «Девчонки» и «Остаться в живых». Моника, Джимми Ву и Дарси Льюис представляют зрителей сериала, поскольку они смотрят вымышленный ситком «ВандаВижен» и у них есть вопросы, аналогичные вопросам зрителей первых трёх эпизодов сериала. Шеффер описала Ву и Льюис как «персонажей-помощников» со второстепенными ролями в фильмах КВМ, и выразила восхищение по поводу того, что ей удалось провести с ними больше времени в этом эпизоде, чем это было сделано в фильмах.

### Подбор актёров
Главные роли в эпизоде исполняют Пол Беттани (Вижн), Элизабет Олсен (Ванда Максимофф), Тейона Паррис (Моника Рамбо), Рэндалл Парк (Джимми Ву), Кэт Деннингс (Дарси Льюис) и Кэтрин Хан (Агнес):29:38–29:55. Также в эпизоде появляются Джош Стамберг (директор «М.Е.Ч.» Тайлер Хейворд), Алан Хекнер (агент «М.Е.Ч.» Монти), Селена Андюз (агент «М.Е.Ч.» Родригес), Лана Янг (доктор Хайланд) и Зак Генри (агент «М.Е.Ч.» Франклин / пчеловод). В начале эпизода звучит архивная запись из фильма «Капитан Марвел», где Бри Ларсон в роли Кэрол Дэнверс / Капитана Марвел разговаривает с молодой Моникой Рамбо.

### Съёмки и визуальные эффекты
Съёмки на звуковой сцене проходили в павильонах студии «Pinewood Atlanta Studios» в Атланте, Джорджия, где режиссёром стал Шекман, а Джесс Холл выступил в качестве оператора. Съёмки также проходили в мегаполисе Атланты, а наружные съёмки и съёмки на заднем дворе студии проходили в Лос-Анджелесе, когда сериал возобновил производство после перерыва из-за пандемии COVID-19:50. Деннингс было трудно играть перед мониторами, видимых на протяжении всего эпизода, так как она всего лишь примерно знала, что будет показано на них, а сами записи ситкома были добавлены во время пост-продакшена. Она чувствовала, что актёры, пытающиеся представить себе видео, способствовали ощущению разгадки тайны. Визуальные эффекты к эпизоду были созданы компаниями «The Yard VFX», «Industrial Light & Magic», «Rodeo FX», «Monsters Aliens Robots Zombies», «Framestore», «Cantina Creative», «Perception», «RISE», «Digital Domain» и «SSVFX»:31:54–32:10.

### Музыка
Кристоф Бек сказал, что, будучи фанатом «Marvel», начальная сцена эпизода вызвала у него мурашки по коже, когда он впервые посмотрел её, и он был доволен интенсивностью музыки, которую он сочинил для этой сцены, и тем, как она «вызвала хаос в тот момент». В эпизоде присутствует песня «Voodoo Child (Slight Return)» от The Jimi Hendrix Experience. «Marvel Music» и «Hollywood Records» выпустили саундтрек к четвёртому эпизоду в цифровом формате 5 февраля 2021 года с музыкой Бека.
| №                   | Название                      | Длительность |
| ------------------- | ----------------------------- | ------------ |
| 1.                  | «The Awakening»               | 2:19         |
| 2.                  | «Three Weeks Later»           | 2:17         |
| 3.                  | «Westview»                    | 2:42         |
| 4.                  | «S.W.O.R.D.»                  | 1:01         |
| 5.                  | «The Players»                 | 2:02         |
| 6.                  | «Stay Tuned»                  | 2:28         |
| 7.                  | «Everything Is Under Control» | 1:01         |
| 8.                  | «Mission Failure»             | 1:48         |
| 9.                  | «Who Are You?»                | 2:35         |
| Общая длительность: | Общая длительность:           | 18:13        |

## Маркетинг
После показа эпизода, «Marvel» выпустила постер с изображением персонажей и событий, показанных в эпизоде «Мы прерываем эту программу». Рэй Флук из «Bleeding Cool» чувствовал, что дизайн постера показывает «стены между реальностями… разваливающиеся быстрее, чем Ванда сможет их починить». Адам Барнхардт из «Comicbook.com» чувствовал, что обои с цветочным узором в центре постера между Виженом и Агнес выглядели как «злое искажённое лицо», и предположил, что это может быть дразнилкой к появлению Мефисто, учитывая, что у дизайна были «классические волосы и капюшон» персонажа. Барнхардт также отметил, что обои были использованы на других постерах для сериала, но эта композиция цветов не была замечена раньше. Мэт Эрао из «Comic Book Resources» отметил неясного персонажа между Агнес и Джимми Ву, которым, вероятно, был агент Франклин, задаваясь вопросом, почему этот персонаж не был чётко выделен, в то время как другие агенты «М.Е.Ч.» на заднем плане были более отчётливыми. Также после выхода эпизода «Marvel» анонсировала товары, вдохновлённые этим эпизодом, в рамках еженедельной акции «Marvel Must Haves» для каждого эпизода сериала, включая футболки, аксессуары, посуду и ювелирные изделия, сосредоточенные на «М.Е.Ч.е» и Монике Рамбо.

## Релиз
Эпизод «Мы прерываем эту программу» был выпущен «Disney+» 29 января 2021 года.

## Отзывы

### Реакция критиков
Агрегатор рецензий «Rotten Tomatoes» присвоил эпизоду 91 % рейтинга со средним баллом 8,21/10 на основе 23 отзывов. Консенсус критиков на сайте гласит: «„Мы прерываем эту программу“ делает перерыв от Уэствью, чтобы дать Монике Рамбо Тейоны Паррис некоторую желанную предысторию, при этом знакомя несколько знакомых лиц с миром „Ванда/Вижна“».
Дав эпизоду «A−», Стивен Робинсон из «The A.V. Club» добавил, что эпизод одновременно даёт ответы и усиливает напряжённость. Он сравнил его с сериалами «Секретные материалы», а также с эпизодом сериала «Заключённый» «Жизнь в гармонии». Вижн, появившееся мёртвым, заставило Робинсона «задохнуться от ужаса», и он почувствовал, что визуальный эффект «бьёт ещё сильнее после того, как наблюдал весёлого, милого Вижна последние три эпизода». Мэтт Пёрслоу из «IGN» считает, что название эпизода «Мы прерываем эту программу» было очень точным описанием этого эпизода и было «заявлением». Он сказал, что теория, где попрактиковавшаяся Ванды создала реальность, чтобы справиться со своим горем, встала в ряд со многими теориями для сериала, после премьеры, и сказал, что раскрытие было «сильным представлением», указывающим, что образ Олсен как более тёмной Ванды было похоже на тот момент, когда она столкнулась с Таносом в «Мстители: Финал». Перслоу с удовольствием наблюдал, как Моника Рэмбо, Дарси Льюис и Джимми Ву взаимодействуют, чтобы разгадать тайну, а также другие отсылки на КВМ в этом эпизоде. Перслоу дал этому эпизоду 8 баллов из 10.
Алек Боджалад из «Den of Geek» описал этот эпизод как «дико захватывающий и развлекательный» и самый последовательный эпизод сериала до сих пор, который, по его мнению, сделал его лучшим. Боджалад особо выделил выступления Парка и Деннингс и дал эпизоду 4,5 звёзд из 5. Кристиан Холуб из «Entertainment Weekly» также полагает, что название эпизода идеально. Его коллега Чанселлор Агард сказал, что этот эпизод был именно тем, чего он ждал из-за его сосредоточенности на Дарси и Джимми, и отметил, что Деннингс легко вернулась к своей роли. Агард сказал, что обычно он не был поклонником эпизодов, которые повторяют прошлые события, такие как этот, но этот является исключением, потому что это указывает, что сериал не скрывает важную информацию от аудитории слишком долго, а также что тайны были «не так важны». Итан Сатофф из «/Film» был уверен, что эпизод «ломает ход вещей», но был разочарован тем, что формат ситкома сериала, скорее всего, не останется для остальных его эпизодов. Ричард Ньюби из «The Hollywood Reporter» похвалил рост персонажей Дарси и Джимми с момента их последнего появления в фильмах «Тор 2: Царство тьмы» (2013) и «Человек-муравей и Оса» (2018) соответственно, которые пришли из длинного повествования КВМ.
Абрахам Рисман из «Vulture» был разочарован, узнав, что реальность ситкома была создана Вандой, и над ней ничего не делали, что, по его мнению, было «лёгким путём для такого богатого и обаятельного персонажа» и было «скучным и предсказуемым [выбором], не говоря уже о сомнительном по гендерному стереотипу основании». Он также считает, что шутки в этом эпизоде провалились и были пародией на юмор КВМ: «все тупые удары кулаками и кнопки „вот и готово“». Райзман дал эпизоду 3 звезды из 5.

### Анализ
Джеймс Уитбрук из «io9» сказал, что вступительная сцена, в которой Моника Рэмбо возвращается из Гекса, была блестящим и близким к ужасу эпизоду, который сделала «Marvel Studios». Уитбрук сравнил это с тем, что было показано в фильме «Человек-паук: Вдали от дома» (2019), где этот момент был для комедийного эффекта, отмечая в текущем эпизоде вместо этого клаустрофобию, замешательство Моники и звуки крика и сердцебиения Моники. Он считает, что сцена установила мнение Моники для остальной части серии, а также отразила тональный сдвиг «Ванда/Вижн» от дани уважения к ситкомам к «тёмной, суровой реальности». Ньюби считает, что эта сцена предлагает новый взгляд на аномалии относительно того, что было замечено в фильме «Человек-паук: Вдали от дома» (2019), и открывает «мириады возможностей повествования» для КВМ с «новым статус-кво, новыми агентствами власти, новыми противниками и знакомыми лояльными лицами, готовыми появиться в качестве более выдающихся героев». Он сказал, что эта аномалия была самым большим решением для смены повествования в КВМ с тех пор, как Ник Фьюри появился в сцене после титров фильма «Железный человек» (2008).
Ньюби сказал, что наличие Моники, Дарси и Джимми в качестве замены аудитории в этом эпизоде показало, насколько сильно КВМ изменился для своих человеческих, не супергеройских персонажей. Маргарет Дэвид из «Comic Book Resources» описала роли трёх персонажей в этом эпизоде как «дерзкое признание фэндома». Дэвид подчеркнул переход Дарси от открытия трансляции «Ванда/Вижн» с помощью астрофизики к просмотру вымышленного сериала и перехода в стан «теоретиков на „Reddit“ в поисках улик», а также использование Джимми белой доски и приколотых записок для организации информации, которая является стандартной для полицейских процедур, но в данном случае «узнаваема, как и каждый Marvel ютубер, объясняющий вопросы для зрителя». Дэвид сказал, что это «исследования следующего уровня», и сравнил её со сценой в эпизоде сериала «В Филадельфии всегда солнечно» «Sweet Dee Has a Heart Attack», который также был снят режиссёром Шекманом. Этот эпизод является источником известного мема, в котором Чарли Дэй дико жестикулирует Чарли Келли дико жестикулирует на аналогичной доске.

## Комментарии
1. ↑  События фильма «Мстители: Финал» (2019)[1].
2. ↑  Каким он был после его убийства Таносом в фильме «Мстители: Война бесконечности» (2018)